# Memphis blues
Memphis blues − regionalny gatunek bluesa stworzony w latach 20. i 30. XX wieku przez muzyków z Memphis takich jak: Frank Stokes, Sleepy John Estes, Furry Lewis i Memphis Minnie.  Styl ten był bardzo popularny w wodewilach i objazdowych cyrkach. Zdaniem części muzykologów Memphis blues dał początek widocznemu rozdzieleniu gitary rytmicznej i prowadzącej. Podział ten stał się standardem w rock and rollu i muzyce popularnej.
Po II wojnie światowej instrumenty elektryczne zdobywały coraz większą popularność również wśród bluesmenów z Memphis. Podczas wielkiej migracji czarnoskórych robotników z południowych Stanów Zjednoczonych wielu  bluesmenów z Delty Missisipi przybyło do Memphis, urozmaicając i rozwijając scenę bluesową w tym rejonie Stanów Zjednoczonych. Muzycy tacy jak Howlin’ Wolf, Willie Nix, Ike Turner czy B.B. King występowali na Beale Street i w zachodnim Memphis, oraz nagrywali niektóre z klasyków electric bluesa, rock and rolla oraz rhythm and bluesa w takich wytwórniach jak Sun Records.
Do najwybitniejszych przedstawicieli Memphis bluesa należą:
- Frank Stokes
- Furry Lewis
- Memphis Minnie
- Willie Nix
- Sleepy John Estes
- Ida Cox
- Dr. David Evans
- Joe Willie Wilkins
- Raymond Hill
- Walter "Mose" Vinson
- B.B. King
- Junior Parker
- Howlin’ Wolf
- Ike Turner
- James Cotton
- Rosco Gordon
- Big Mama Thorton